# قدمگاه (زبرخان)
قَدَمگاه شهری از توابع بخش مرکزی و مرکز شهرستان زبرخان در استان خراسان رضوی است این شهر از شهرهای مهم نیشابور بزرگ می‌باشد.

## جمعیت
بر پایه سرشماری عمومی نفوس و مسکن در سال ۱۳۹۵ جمعیت این شهر ۳٬۰۱۰ نفر (در ۸۹۴ خانوار) بوده‌است.

## باغ قدمگاه
این باغ در دامنه جنوبی کوهستان «بینالود» در میان کاسه‌ای که از پیوستن دو تپه به وجود آمده و رو به دشت نیشابور قرار گرفته‌است. باغ، از سمت جنوب توسط خیابانی شمالی – جنوبی به جاده نیشابور – مشهد اتصال می‌یابد. از نیشابور حدود ۲۴ کیلومتر و از مشهد حدود ۱۰۰ کیلومتر فاصله دارد. این مکان، به عنوان جایگاهی مقدس از سابقه طولانی برخوردار است و منشأ آن به دوران پیش از اسلام بازمی‌گردد. گر چه عملکرد آغازین این مکان هنوز مشخص نشده‌است. این باغ را زمانی منسوب به شاهپور کسری و سپس امام رضا دانسته‌اند. وجه تسمیه قدمگاه، با توجه به سنگی سیاه است که جای دو پا بر روی آن نقش بسته‌است و با نام قدمگاه امام رضا معروف گردیده‌است. می‌گویند سال ۲۰۰ ه‍.ق امام رضا که از مدینه عازم مرو بوده، در این محل توقف کرد و چون خواست با خاک تیمم کند، آبی جاری پدید آمد.
باغ قدمگاه، با توجه به اهمیت حضور و نحوه جریان آب، مشابه دیگر باغ‌های ایرانی است؛ لیکن وجود چشمه‌ای متبرک در منطقه مرکزی باغ که از آن نقطه جوشیده و همان‌جا از چشم مخفی می‌شود تا در نقطه‌ای ناپیدا به شبکه اصلی آب جاری در باغ بپیوندد، عاملی است که آنرا از سایر باغ‌ها متمایز می‌سازد.

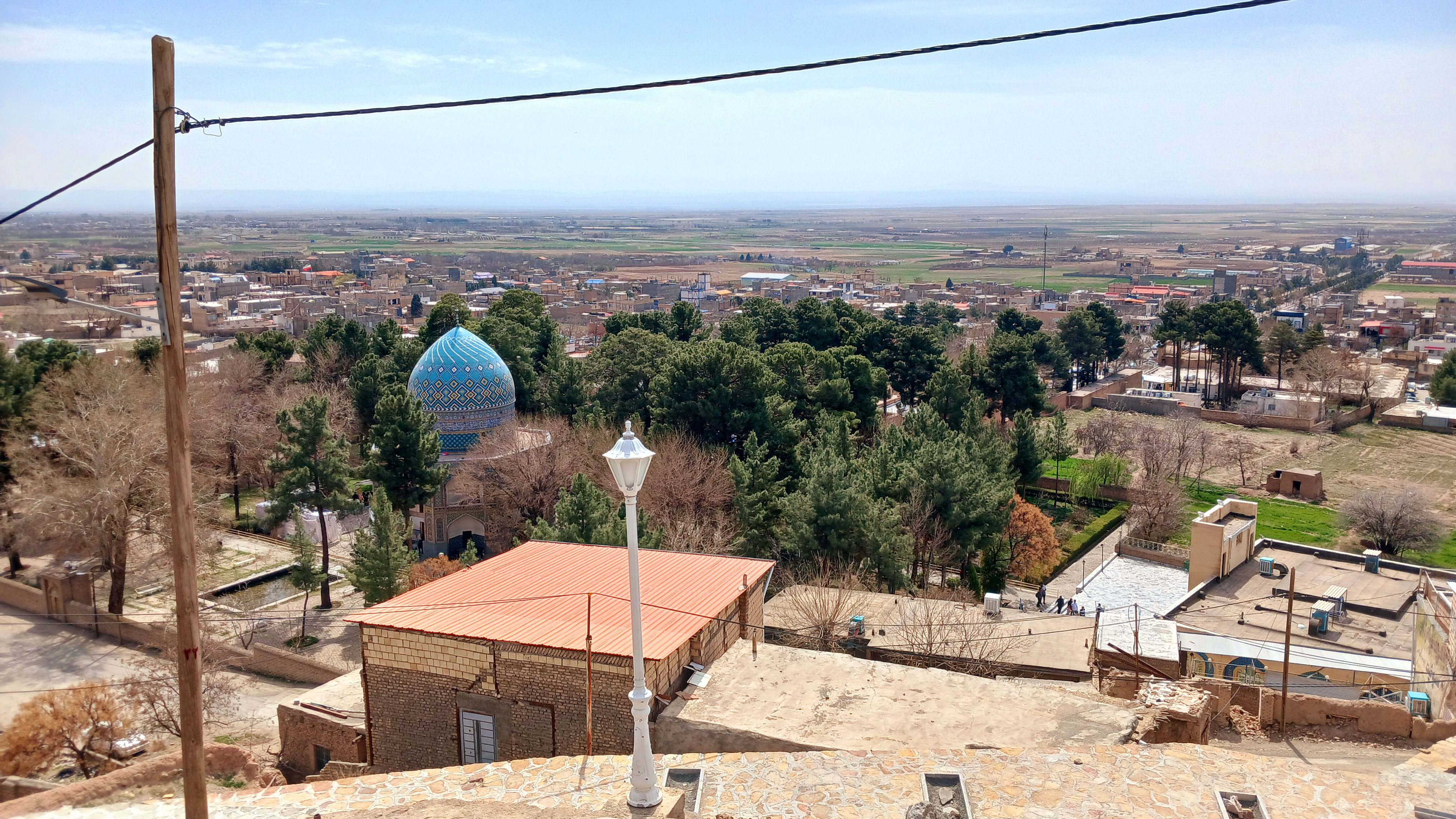
نمایی از مجموعه تاریخی قدمگاه از بالای بام شهر

## جغرافیا
قدمگاه از شمال با گلبهار از جنوب با اسحاق‌آباد (زبرخان) و عشق آباد از شرق با بینالود و مشهد و از غرب با نیشابور هم جوار است.

## نگارخانه

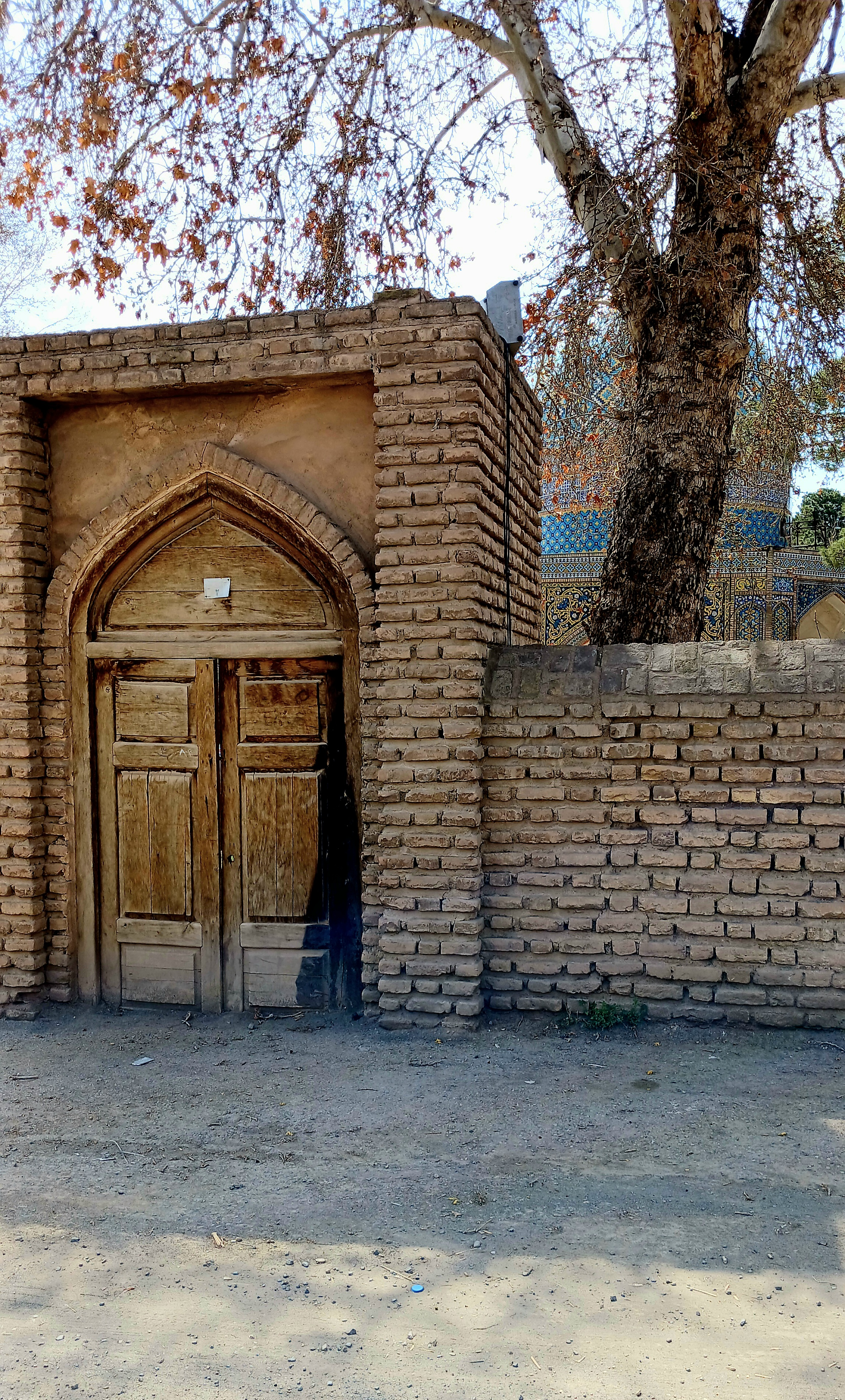
دربی تاریخی در ضلع شمالی مجموعه تاریخی قدمگاه
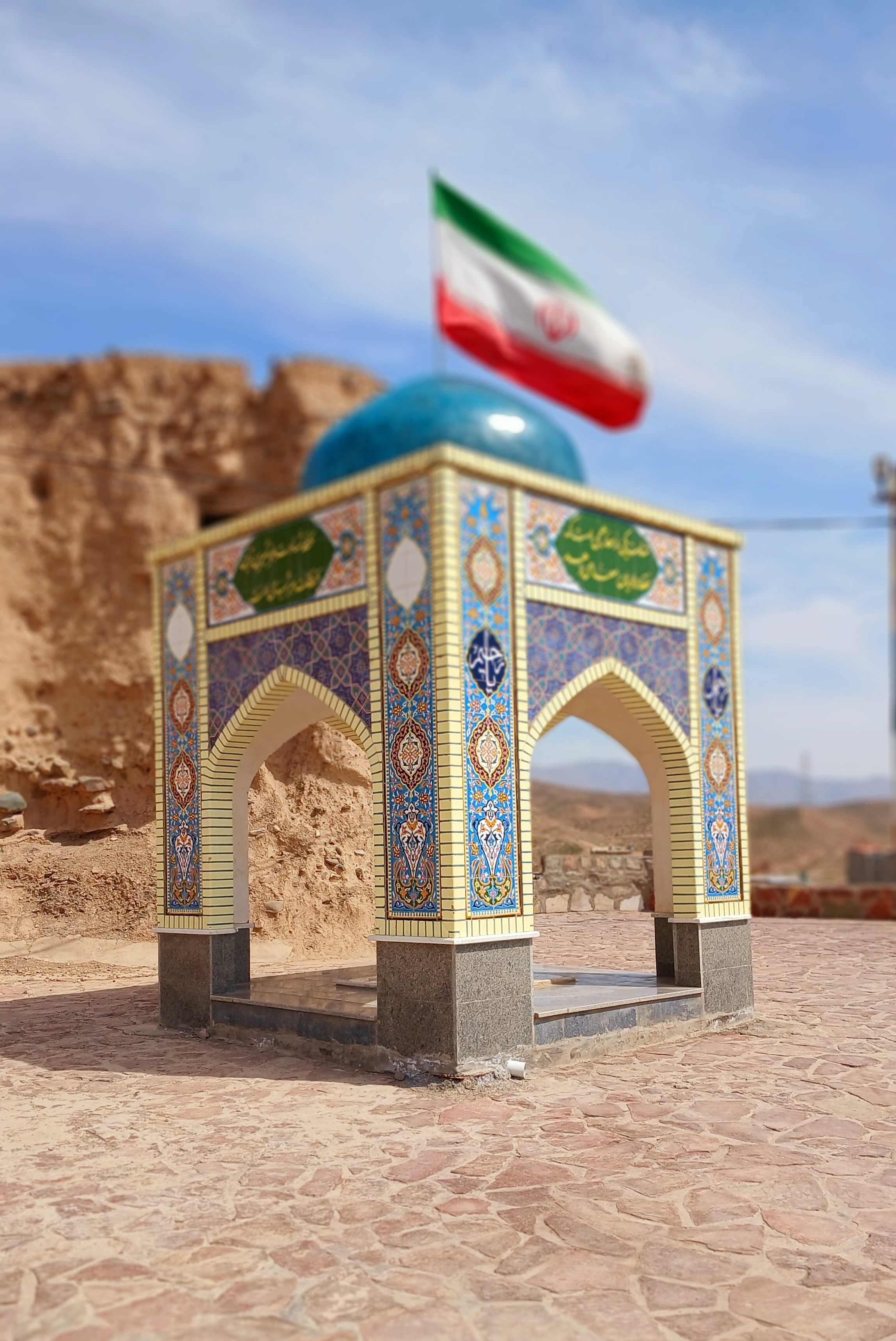
آرامگاه شهید گمنام بر بالای بام شهر
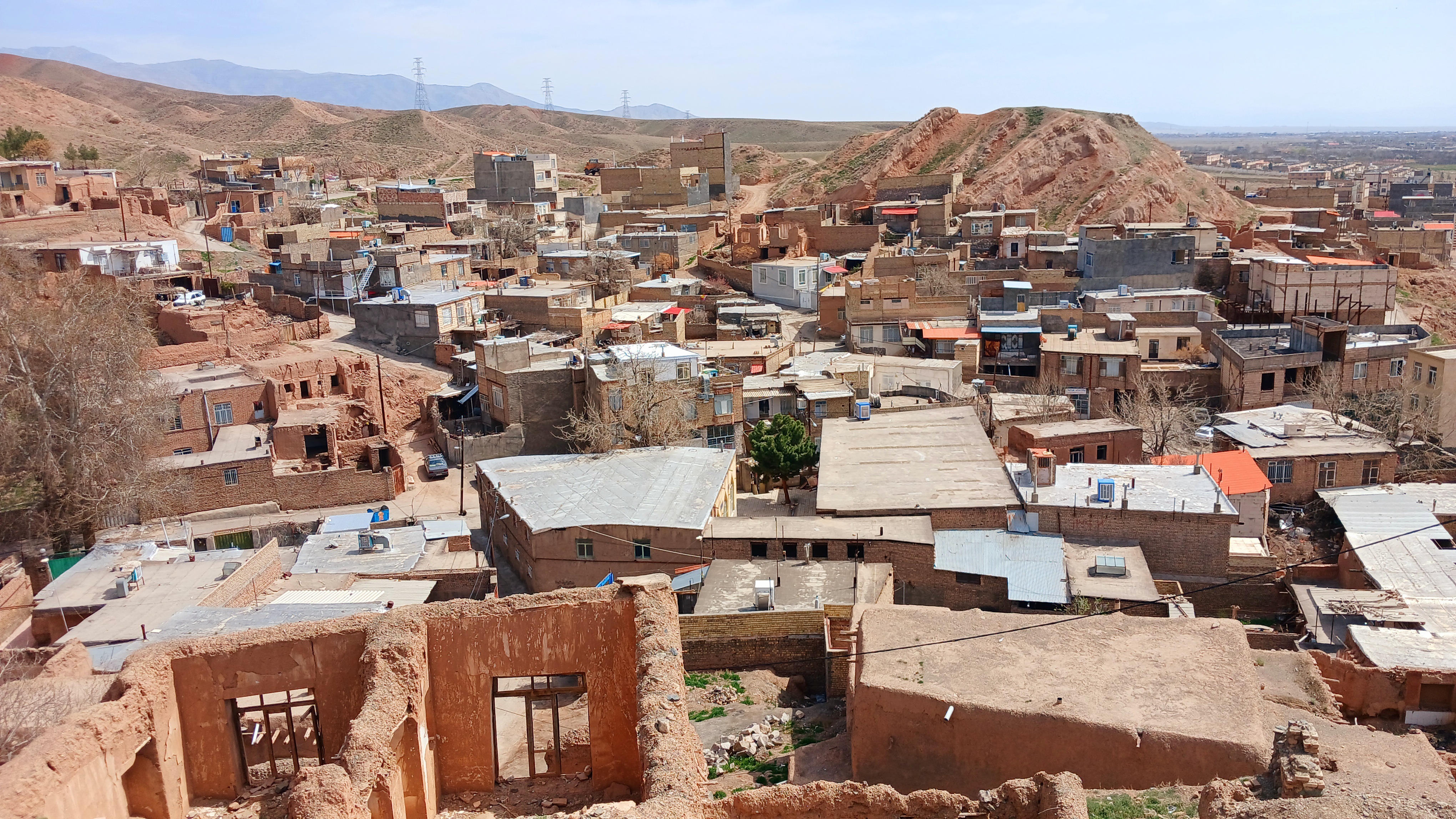
نمایی از قسمت شمالی و قدیمی شهر
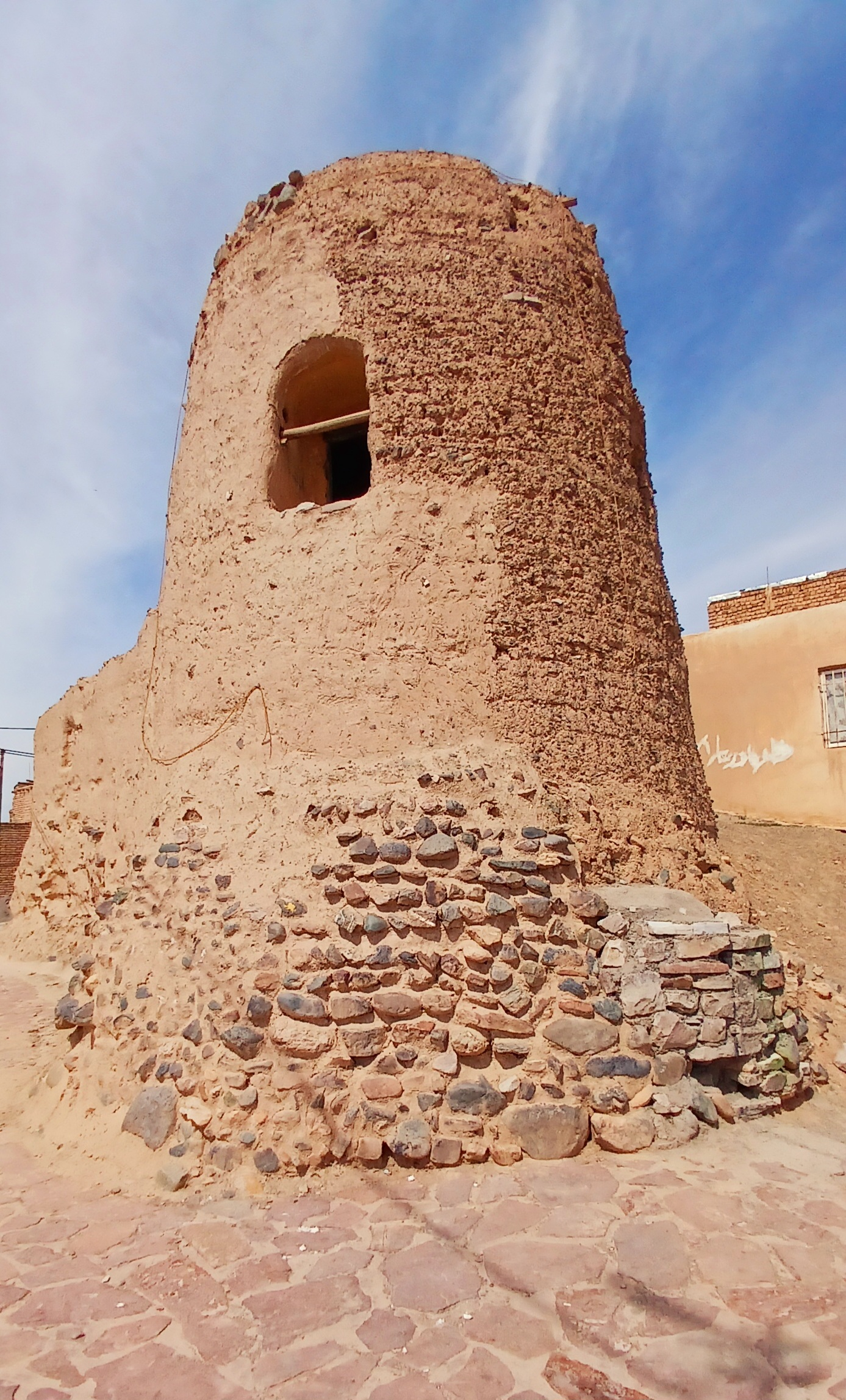
برجی تاریخی بر بالای بام قدمگاه که احتمالا ارگ شهر بوده است